# Tibouchina gracilis
Tibouchina gracilis är en tvåhjärtbladig växtart som först beskrevs av Aimé Bonpland, och fick sitt nu gällande namn av Célestin Alfred Cogniaux. Tibouchina gracilis ingår i släktet Tibouchina och familjen Melastomataceae. Inga underarter finns listade i Catalogue of Life.